# Cinquedea

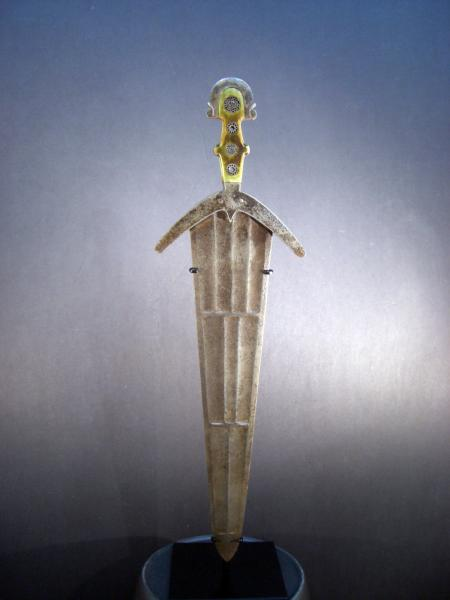
Cinquedea

A Cinquedea, ou adaga língua de vaca, é uma arma branca, bigume e corto-perfurante, que fica a meio termo entre a espada curta e o punhal longo. É originária do Norte de Itália, tendo lá gozado de particular popularidade até ao final da primeira metade do séc. XVI. Destaca-se pelo formato triangular e pela largura da sua lâmina, bem como pela peculiaridade do feitio da empunhadura, que se assemelha à do parazónio romano.
Terá surgido entre 1460 e 1520, na região de Véneto, nas cercanias de Ferrara, acabando ulteriormente por difundir-se pelo resto do país.

## Etimologia
A palavra cinquedea significa «a de 5 dedos», em alusão à largura da lâmina, junto ao guarda-mão, que é, tradicionalmente, de cinco dedos (cerca de dez centímetros).
O substantivo língua de vaca, nome pelo qual ficou conhecida em Portugal, deve-se ao feitio da lâmina, que lembra, pela sua configuração, a língua do já mencionado bovino.

## Feitio

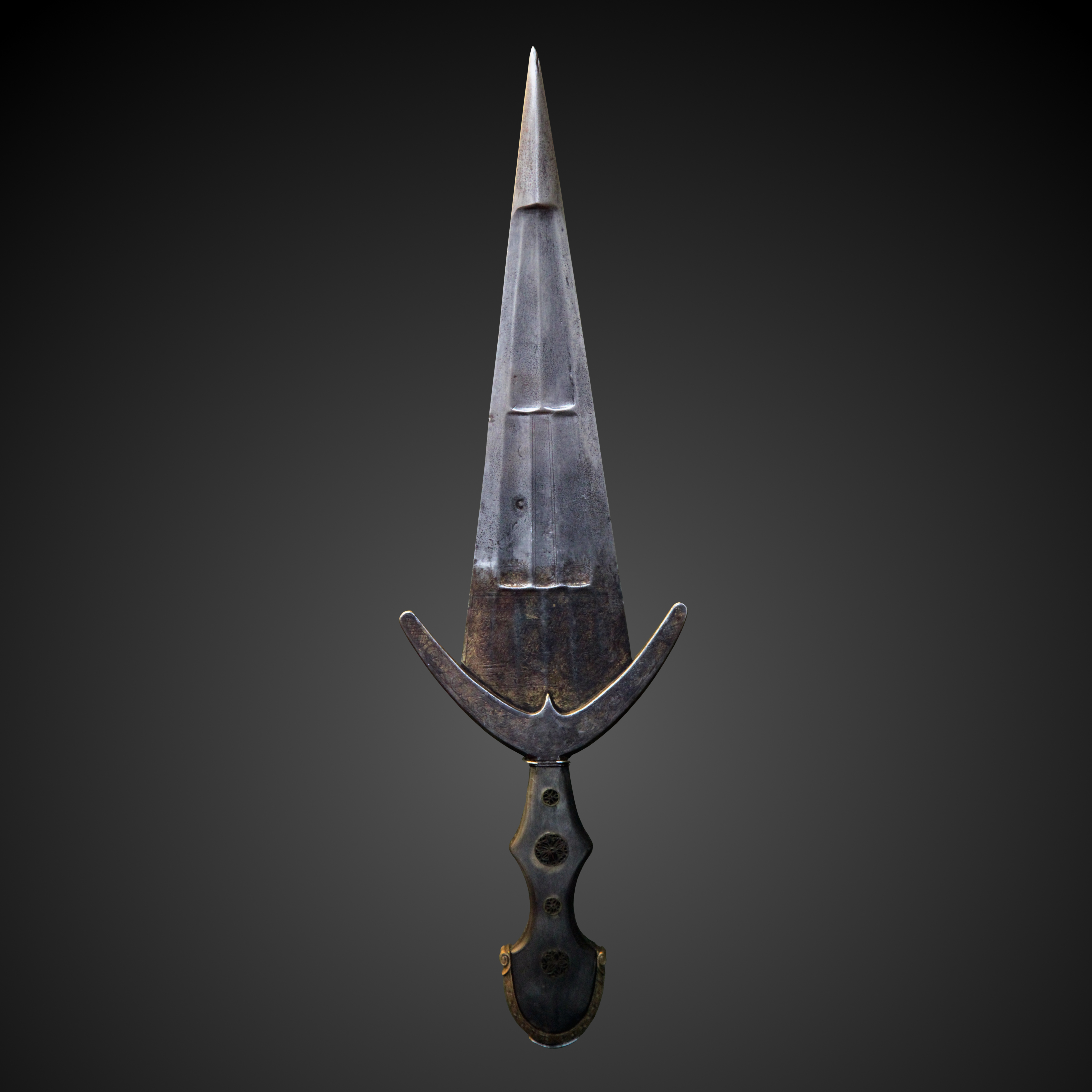
Cinquedea em exibição no Museu de Arte e História (Genebra)

Embora haja alguns exemplares de cinquedea com lâminas com comprimentos na ordem dos 20 centímetros, a maioria mede entre 30 a 60 centímetros, o que a aproximava mais da qualificação de espada do que de punhal. A largura típica deste tipo de adaga orçava os 10 centímetros, junto ao guarda-mão.
Esta largura da base da lâmina, além de oferecer o ensejo para que lhe apusessem arrebiques decorativos, provia o espadachim de uma arma resistente, capaz de aguentar, com paradas firmes, os golpes do adversário.
A empunhadura, por seu turno, mediria entre treze e quinze centímetros, tratando-se, regra geral, de uma peça inteiriça dotada de um pomo discóide e de um guarda-mão em V.
A arma pesaria na ordem dos seiscentos gramas a um quilo e duzentos gramas.

## Estilo decorativo

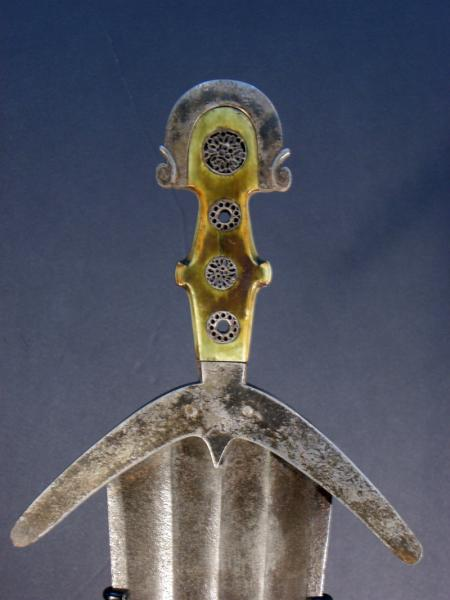
Pormenor da empunhadura, exornada com doiraduras

A superfície mais larga da lâmina era amiúde exornada com padrões intrincados gravados a água-forte, doiradura ou com tauxiados damasquinos. Algumas das bainhas, que persistiram até à actualidade, também exibem ornatos condizentes com os das lâminas.
O formato do pomo denota influências das adagas e espadas gregas ou etruscas da Antiguidade, como o parazónio, culturas muito na moda durante o Renascimento italiano. A guarnição da empunhadura tanto podiam ser feitos de madeira, como de materiais luxosos, como marfim.
Dada a frequência sistemática da ornamentação e a qualidade da manufactura dos exemplares que sobreviveram até à actualidade, crê-se que se trataria de uma arma de prestígio, reservada para fregueses abastados, que as exibiriam no contexto da vida civil. Apesar de não figurar no seio da vida militar, tal não significa que a cinquedea não pudesse valer-se como arma de defesa civil contra espadas ou punhais. Assim sendo, a adaga língua de vaca assume-se tanto como um símbolo de estatuto social, como enquanto arma de defesa.